# Мельдаль, Ингрид
Хейд И́нгрид А́льма Мельда́ль (швед. Heid Ingrid Alma Meldahl, известна также как И́нгрид Ти́девалль-Мельда́ль, швед. Ingrid Thidevall-Meldahl; род. 20 февраля 1952, Stocksund, Стокгольм) — шведская кёрлингистка.
В составе женской сборной Швеции участвовала в чемпионате мира 1984 (заняли седьмое место). В составе женской ветеранской сборной Швеции участвовала в одиннадцати чемпионатах мира среди ветеранов (дважды чемпионы). Чемпионка Швеции среди женщин (1984), призёр чемпионатов Швеции среди смешанных пар.
Играла на позиции четвёртого, была скипом команды.

## Достижения
- Чемпионат Швеции по кёрлингу среди женщин: золото (1984).
- Чемпионат мира по кёрлингу среди ветеранов: золото (2006, 2007), серебро (2004, 2011), бронза (2005, 2009, 2010, 2012, 2013).
- Чемпионат Швеции по кёрлингу среди смешанных пар: серебро (2014), бронза (2013).

## Команды
| Сезон                       | Четвёртый                 | Третий          | Второй          | Первый            | Запасной                                  | Турниры                      |
| --------------------------- | ------------------------- | --------------- | --------------- | ----------------- | ----------------------------------------- | ---------------------------- |
| 1983—84                     | Ингрид Тидевалль-Мельдаль | Анн-Катрин Черр | Астрид Бломберг | Сильвия Мальмберг |                                           | ЧШЖ 1984 · ЧМ 1984 (7 место) |
| 2003—04                     | Ингрид Мельдаль           | Анн-Катрин Черр | Inger Berg      | Сильвия Мальмберг | Биргитта Тёрн тренер: Гунилла Бергман     | ЧМВ 2004                     |
| 2004—05                     | Ингрид Мельдаль           | Анн-Катрин Черр | Inger Berg      | Сильвия Мальмберг | Биргитта Тёрн тренер: Гунилла Бергман     | ЧМВ 2005                     |
| 2005—06                     | Ингрид Мельдаль           | Анн-Катрин Черр | Inger Berg      | Сильвия Мальмберг | Биргитта Тёрн тренер: Гунилла Бергман     | ЧМВ 2006                     |
| 2006—07                     | Ингрид Мельдаль           | Анн-Катрин Черр | Биргитта Тёрн   | Inger Berg        | Сильвия Лильефорс тренер: Гунилла Бергман | ЧМВ 2007                     |
| 2007—08                     | Ингрид Мельдаль           | Анн-Катрин Черр | Биргитта Тёрн   | Сильвия Лильефорс | Inger Berg тренер: Гунилла Бергман        | ЧМВ 2008 (6 место)           |
| 2008—09                     | Ингрид Мельдаль           | Анн-Катрин Черр | Anta Hedström   | Сильвия Лильефорс | Gunilla Bergman                           | ЧМВ 2009                     |
| 2009—10                     | Ингрид Мельдаль           | Анн-Катрин Черр | Биргитта Тёрн   | Сильвия Лильефорс | тренер: Olof Liljefors                    | ЧМВ 2010                     |
| 2010—11                     | Ингрид Мельдаль           | Анн-Катрин Черр | Биргитта Тёрн   | Сильвия Лильефорс | тренер: Гунилла Бергман                   | ЧМВ 2011                     |
| 2011—12                     | Ингрид Мельдаль           | Анн-Катрин Черр | Биргитта Тёрн   | Сильвия Лильефорс | Marie Lehander тренер: Гунилла Бергман    | ЧМВ 2012                     |
| 2012—13                     | Ингрид Мельдаль           | Анн-Катрин Черр | Биргитта Тёрн   | Сильвия Лильефорс | Marie Lehander тренер: Jan-Erik Kjerr     | ЧМВ 2013                     |
| 2013—14                     | Ингрид Мельдаль           | Анн-Катрин Черр | Биргитта Тёрн   | Сильвия Лильефорс | Marie Lehander тренер: Гунилла Бергман    | ЧМВ 2014 (4 место)           |
| Кёрлинг среди смешанных пар |                           |                 |                 |                   |                                           |                              |
| 2011—12                     | Матс Нюберг               | Ингрид Мельдаль |                 |                   |                                           | ЧШСП 2012                    |
| 2013—14                     | Karl Nordlund             | Ингрид Мельдаль |                 |                   |                                           | ЧШСП 2014                    |
| 2014—15                     | Karl Nordlund             | Ингрид Мельдаль |                 |                   |                                           | ЧШСП 2015 (5 место)          |
| 2015—16                     | Karl Nordlund             | Ингрид Мельдаль |                 |                   |                                           | ЧШСП 2016 (9 место)          |
| 2016—17                     | Матс Нюберг               | Ингрид Мельдаль |                 |                   |                                           | ЧШСП 2017 (11 место)         |
| 2024—25                     | Матс Нюберг               | Ингрид Мельдаль |                 |                   |                                           | ЧШСП 2025 (9 место)          |

(скипы выделены полужирным шрифтом)